# St-Pierre-St-Paul (Toulongergues)

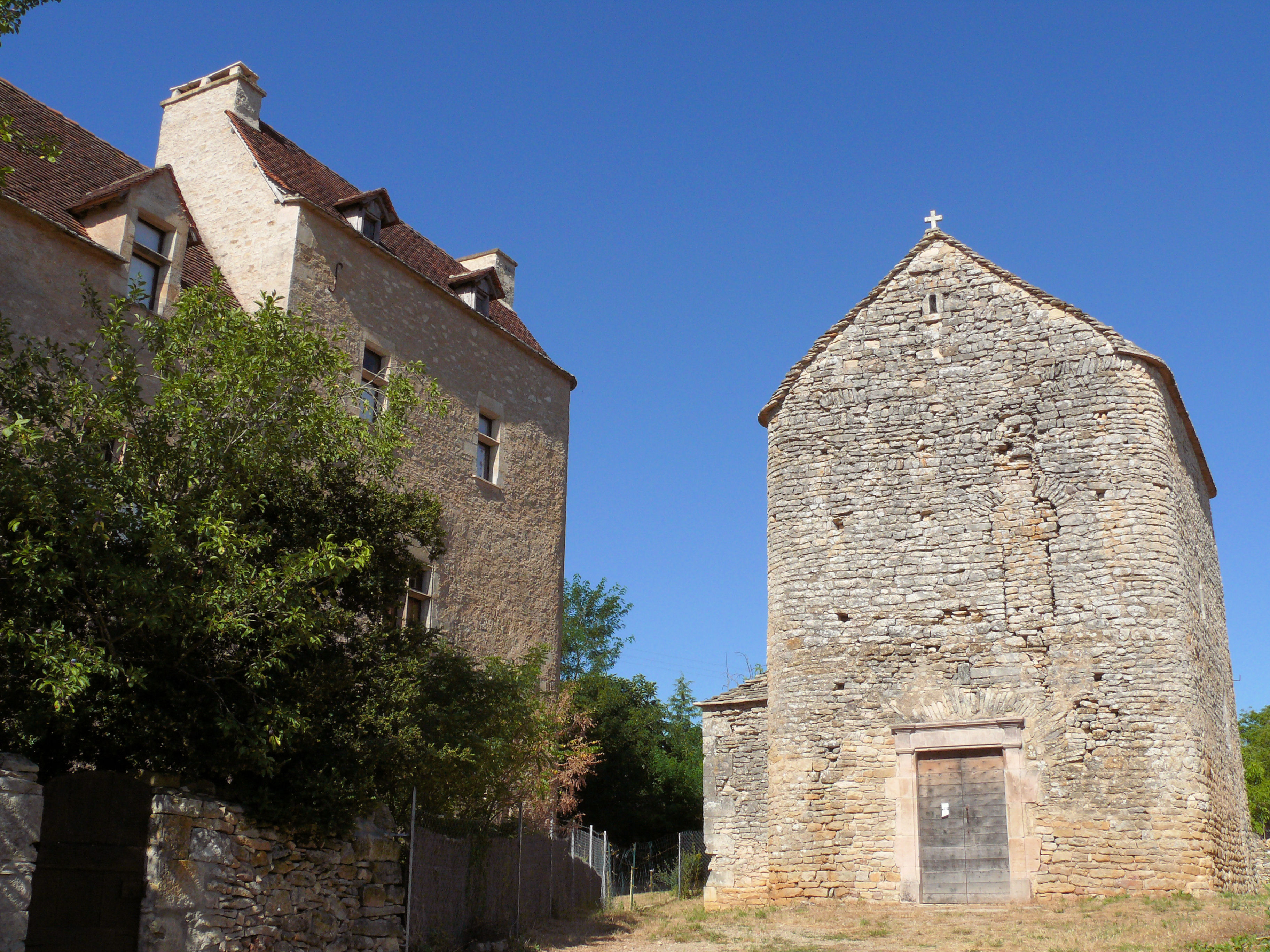
Kirche von Toulongergues

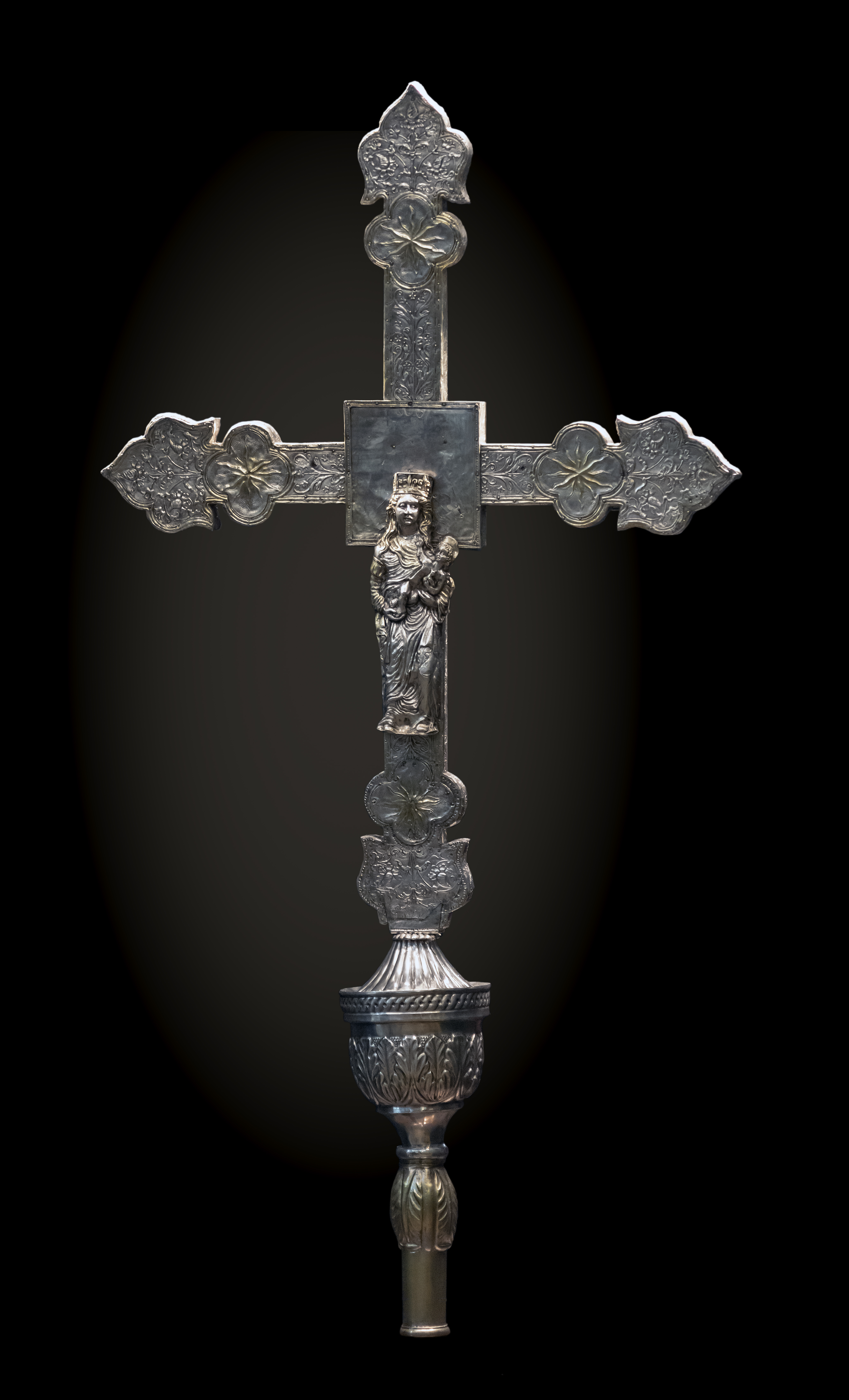
Prozessionskreuz 1594

Die vorromanische Kirche von Toulongergues ist eine St. Peter und St. Paul gewidmete Wallfahrtskirche. Sie liegt vier Kilometer von Villeneuve im Département Aveyron in der Region Okzitanien in Frankreich. Die westgotische Relikte beherbergende Kirche ist eine der ältesten in Südfrankreich. Die älteste Zuordnung besteht darin, dass Toulongergues im Jahre 1052 den Herren von Morlhon, den Besitzern dieser Gegend gehörte.
Aufgrund der Äußerlichkeiten gibt es kaum einen Anhaltspunkt, in dem ungewöhnlich schlanken, ganz ohne Strebepfeiler errichteten Bau aus dem 10. Jahrhundert eine Kirche zu erkennen. Der sich von den umliegenden landwirtschaftlichen Gebäuden kaum abhebende Bau mit dem zweistufigen Satteldach offenbart nur aus der Nähe den Grundriss einer Kirche. Allseitig stark gerundete Ecken sind eher eine Architektur für Wehrtürme, die dadurch schwieriger zu attackieren sind.
Der etwas niedrigere im Grundriss quadratische Chor ist teilweise mit Wandmalereien des 11. Jahrhunderts versehen und gegenüber dem Kirchenschiff kaum eingezogen. Das Schiff besitzt an einer Seite ein stark verkürztes Seitenschiff. Fensteröffnungen sind in den großen Wandflächen selten. In der südlichen Wand liegt das „Tor der Toten“, der Zugang zum Friedhof aus der Merowingerzeit. Von der Mitte des 19. Jahrhunderts bis zum Jahre 1984, als sie renoviert wurde, wurde die beschädigte Kirche zweckentfremdet genutzt.